# Bad Day (Fuel)
Bad Day è un singolo del gruppo musicale statunitense Fuel, pubblicato nel 2001 come terzo estratto dal secondo album in studio Something Like Human.

## Successo commerciale
Il singolo ottenne successo negli Stati Uniti.